# Inés de Osorio
Inés de Osorio fue una noble palentina del siglo XV, señora de Abarca de Campos. Al morir dejó cuantiosos bienes para las obras de construcción de la catedral de San Antolín de Palencia.
Según Luis de Salazar y Castro: 

"Año 1492, murió en Palencia doña Inés Osorio, hija de Juan Álvarez Osorio, vecino de aquella ciudad que murió en 1436 y está enterrado en San Pablo en la capilla que llaman de los Sanchones. Casó doña Inés primero con Garci Alonso de Chaves, segundo con Álvaro de Bracamonte, señor de Peñaranda de Bracamonte, y de ninguno tuvo hijos. Hizo heredera a la iglesia de Palencia de sus muebles y arras, y con esto se acabó la mayor parte del crucero y se hicieron 30 capas de damasco blanco y algunas piezas de plata para el servicio de la iglesia. De sus bienes raíces que eran Abarca de Campos y Villarramiro, en Campos, hizo heredero a don Diego Osorio, su sobrino, hijo de don Luis Osorio Acuña, obispo de Burgos, y los herederos de este caballero los gozan. Está sepultada en una puerta colateral de la capilla, que entonces era la mayor, y hoy lo es de la parroquia. Y el cabildo en la procesión de salud hace allí estación todos los lunes, y dice una antífona de Nuestra Señora, con su oración, por el ánima de doña Inés Osorio".

## Biografía

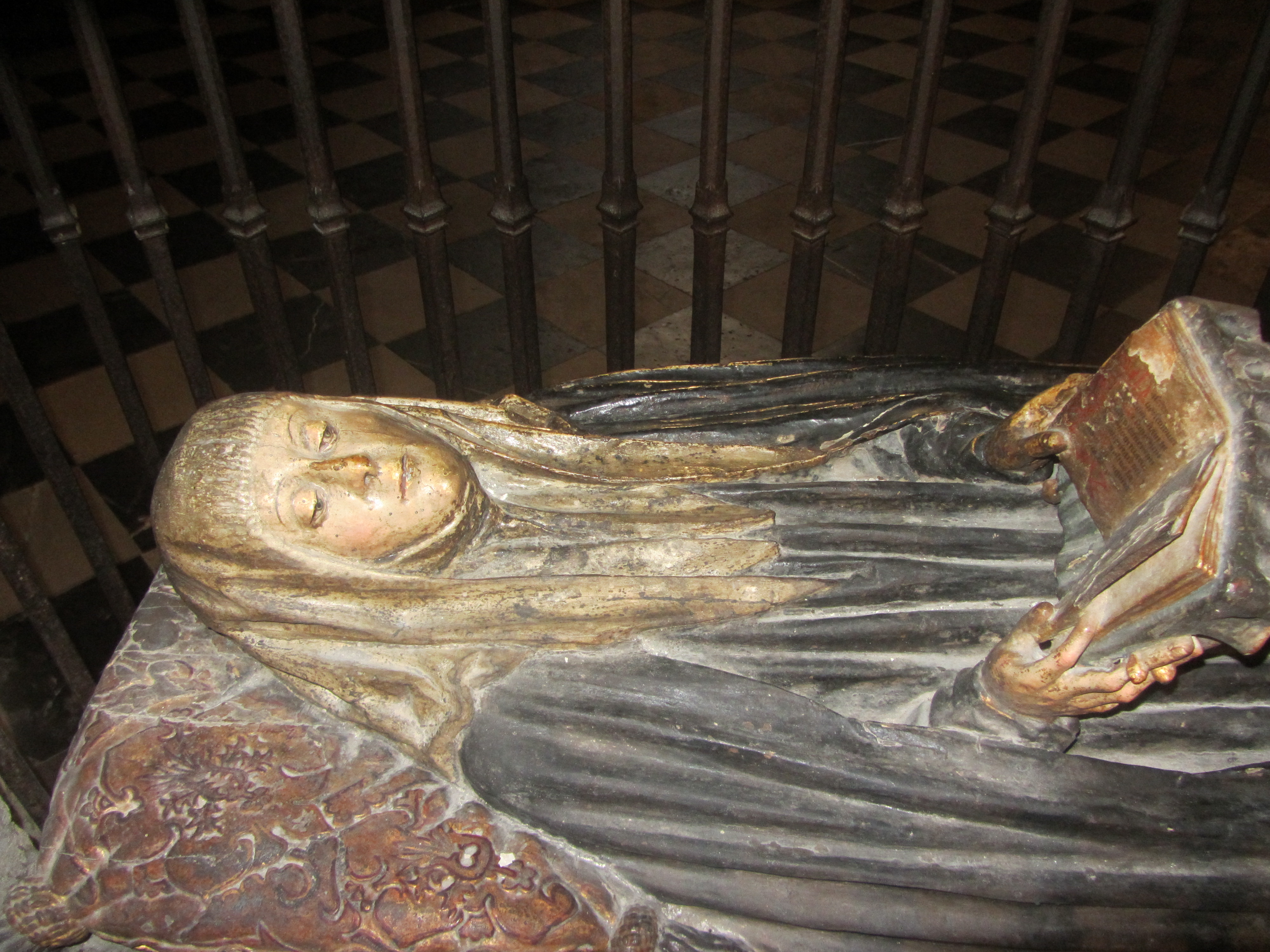
Escultura yacente de doña Inés Osorio en la catedral de Palencia, obra del maestro Portillo

Fue hija de Juan Álvarez Osorio, señor de Villastugo (sic), que casó primero con doña Leonor de Acebes y después con doña María Manuel. Inés contrajo primero matrimonio con Alfonso García de Chaves, o también García Alfonso de Chaves, contador del rey Enrique IV de Castilla. Por la documentación del señorío de Abarca que se conserva en archivo del ducado de Abrantes, se sabe que al menos en 1456 estaba casada con don Álvaro de Bracamonte, del que sabemos que ya estaba divorciada en 1484.
Doña Inés fue hermana de don Luis Osorio de Acuña, obispo de Burgos, por tanto fue tía carnal de don Antonio de Acuña, el célebre líder comunero, y de don Diego Osorio, señor de Abarca.
El primer documento que habla de esta dama es del año 1445. Entre 1456 y 1460 es cuando adquirió buena parte de las fincas urbanas y rústicas que conformaron el conjunto de sus posesiones en Abarca. En 1479 hizo donación de su señorío sobre Abarca, Villarramiro y Villahán de Cerrato a su hermano el obispo de Burgos. Sin embargo en 1485 sigue apareciendo en la documentación como señora de Abarca, ya que tuvo pleitos muy dilatados con el señor de Autillo de Campos por razón de comunidad de términos y pastos.

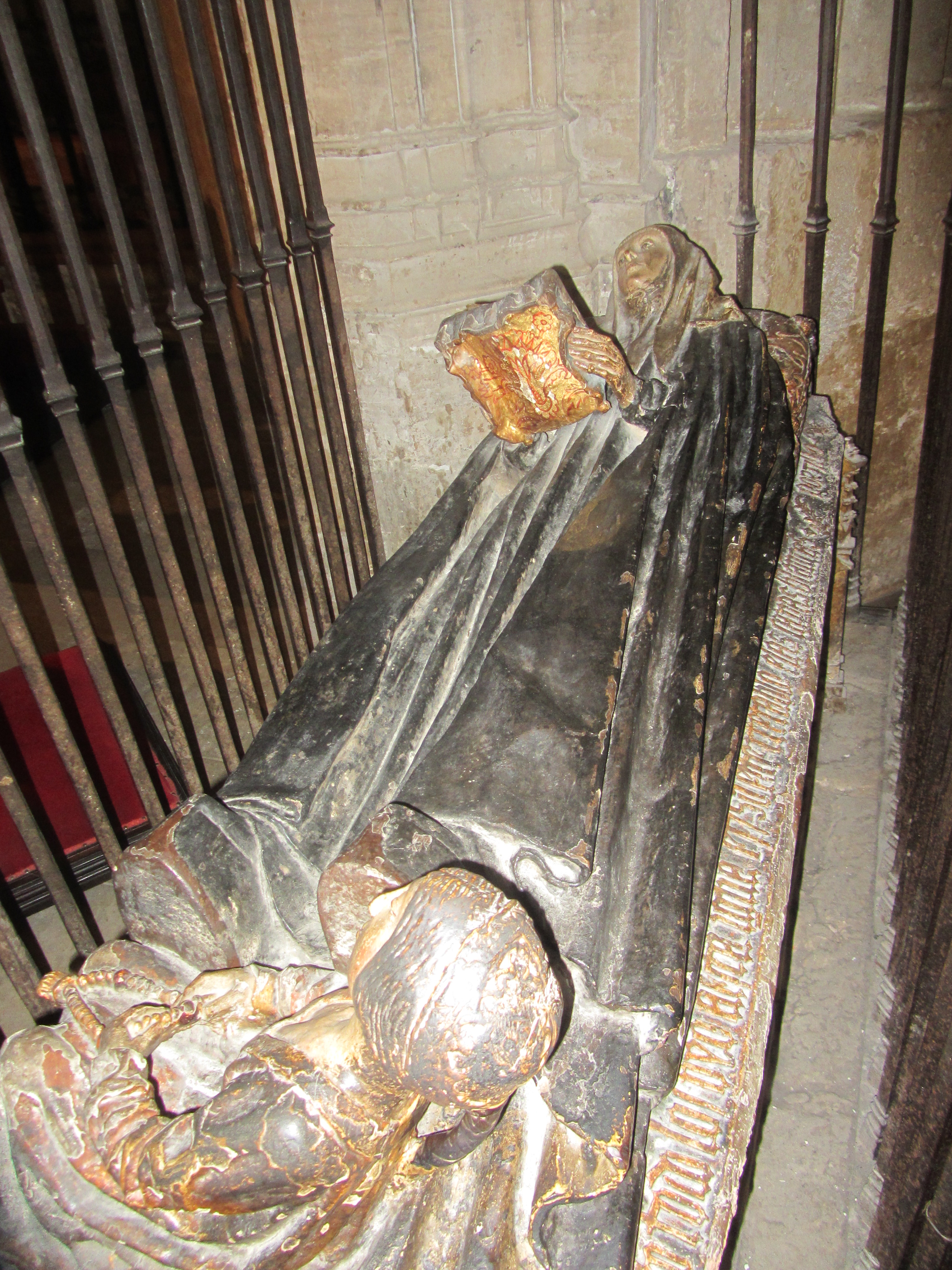
Criada de doña Inés de Osorio en primer plano donde se aprecia la coleta objeto de superstición.

Doña Inés testó en Palencia ante Andrés Sánchez de Carrión y falleció el 20 de junio de 1492. Vivió en la calle del Paso, actual calle Valentín Calderón. Fue sepultada en la Capilla del Sagrario de la catedral de Palencia, en un lugar de honor al ser una de las grandes mecenas del templo, con su efigie tallada en madera policromada, obra del maestro Alonso de Portillo. Su criada aparece representada a los pies de la escultura yacente, existe una tradición entre los palentinos de tirar de su coleta, e incluso hacen cola el día de San Antolín, patrón de Palencia, para solicitar un deseo. Los estudiantes palentinos desde tiempo inmemorial siguen este ritual creyendo que les ayudará en sus exámenes.
En su tumba aparecen dos símbolos heráldicos: de oro dos lobos pasantes de gules que es propio de los Osorio; y de azur seis bezantes de oro que es Dávila, propio de su sobrino don Diego de Osorio que heredó tal apellido por parte de su abuelo materno. Su sobrino don Diego fue el heredero del señorío de Abarca y quien terminó de hacer efectivas las mandas testamentarias de su tía  Inés. En las bóvedas del crucero de la catedral aparecen también estos mismos símbolos heráldicos, pues como ya dijo Salazar y Castro, con sus bienes se concluyeron buena parte de las obras de dicho crucero. Según el archivero catedralicio Santiago Francia, en 1500 se dio finiquito para Juan González de Matilla, canónigo de la catedral, de los 808.096 maravedís y otras cosas que había recibido por su cargo de los bienes y hacienda de doña Inés de Osorio, y todo lo había gastado en esta iglesia catedral, según estaba asentado en los libros de posesiones y cuentas.
Doña Inés es confundida frecuentemente con doña Urraca, y así se la llama de forma errónea por muchos palentinos, quizá por estar muy cercana la sepultura de la reina Urraca la Asturiana, hija del Emperador Alfonso VII de León, y un letrero en latín que identifica la tumba, creyendo que se hace alusión a la dama que se encuentra justo debajo.